# Orden vom Zähringer Löwen

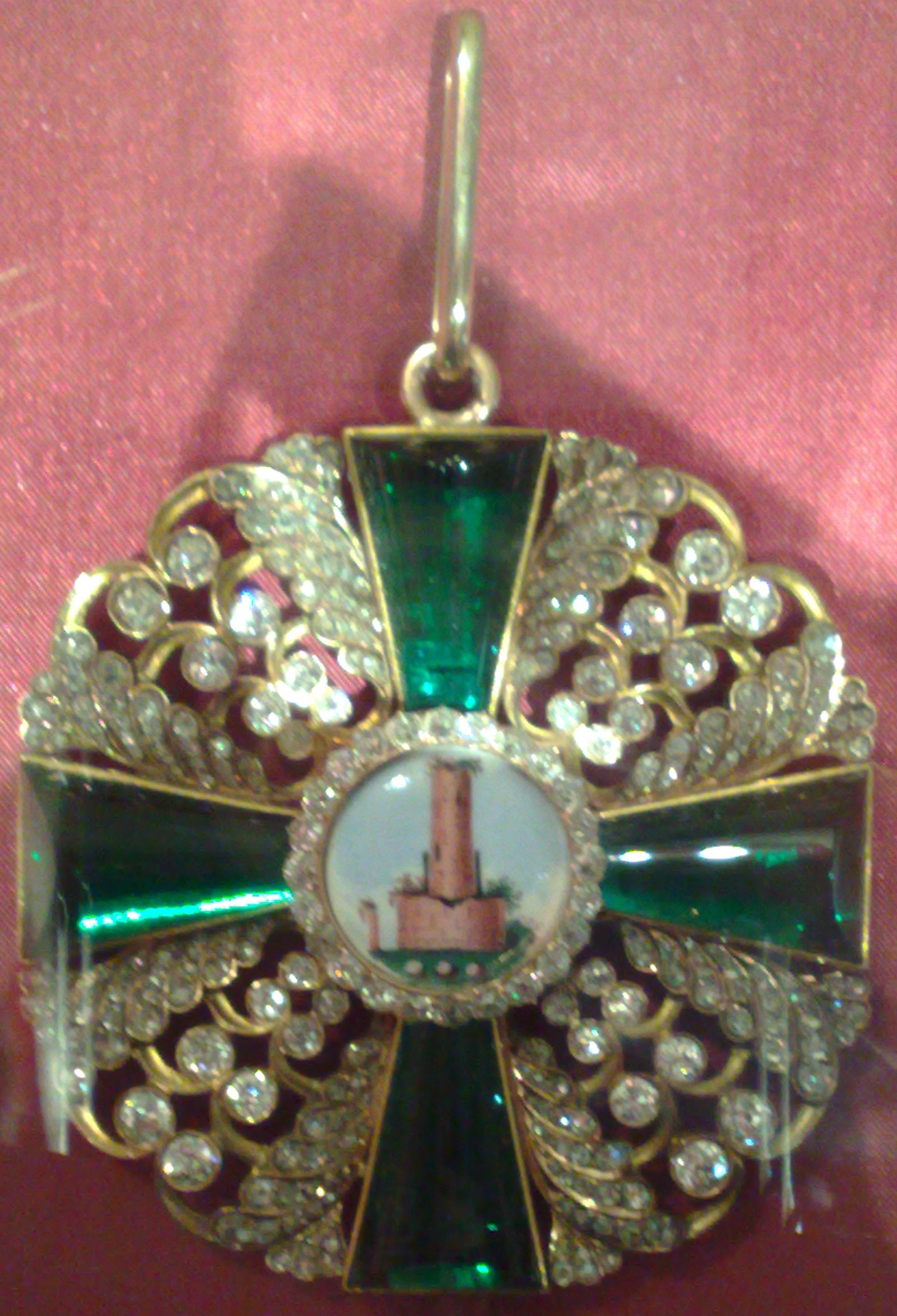
Ordenszeichen mit Brillanten

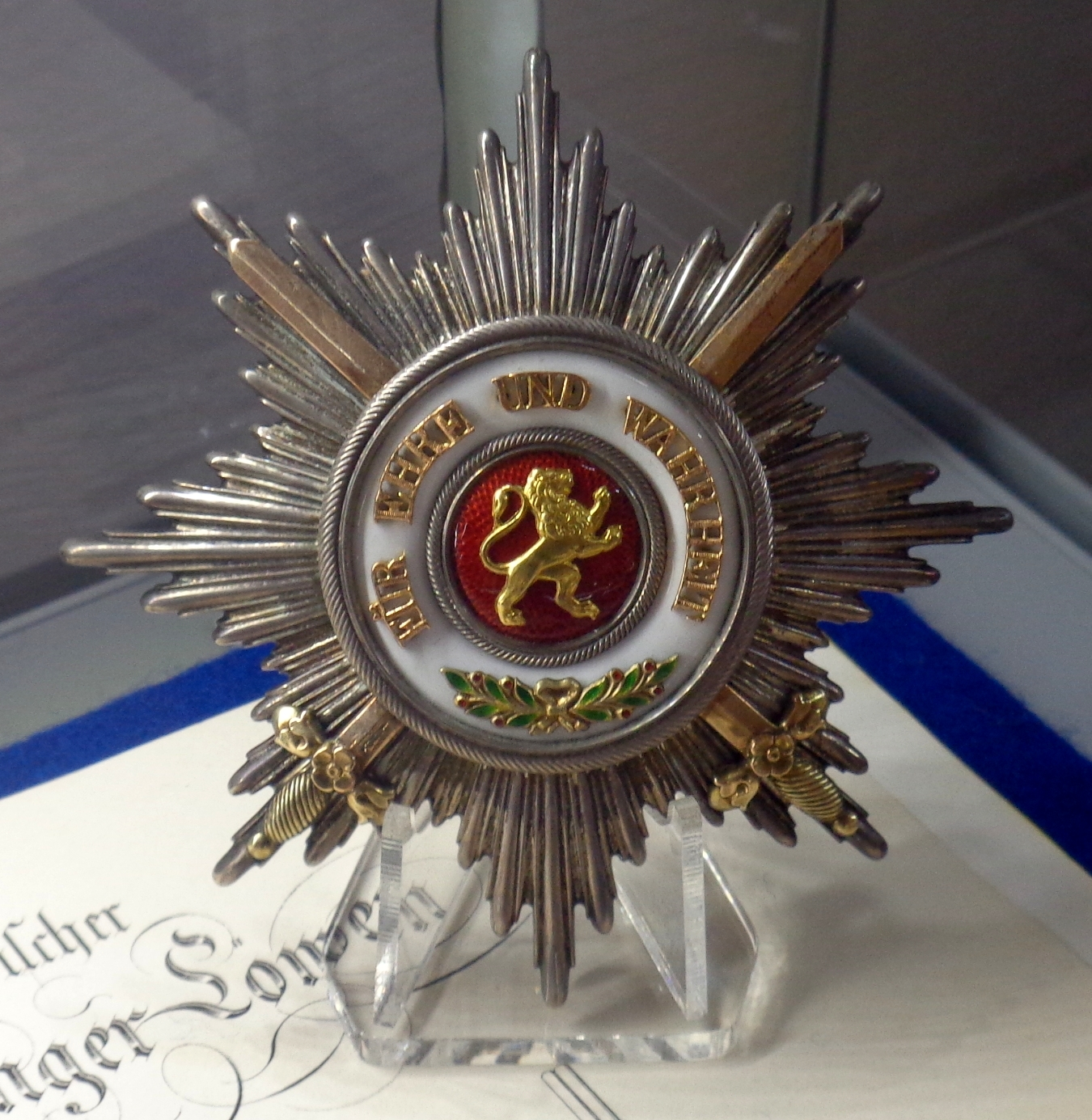
Bruststern zum Großkreuz mit Schwertern

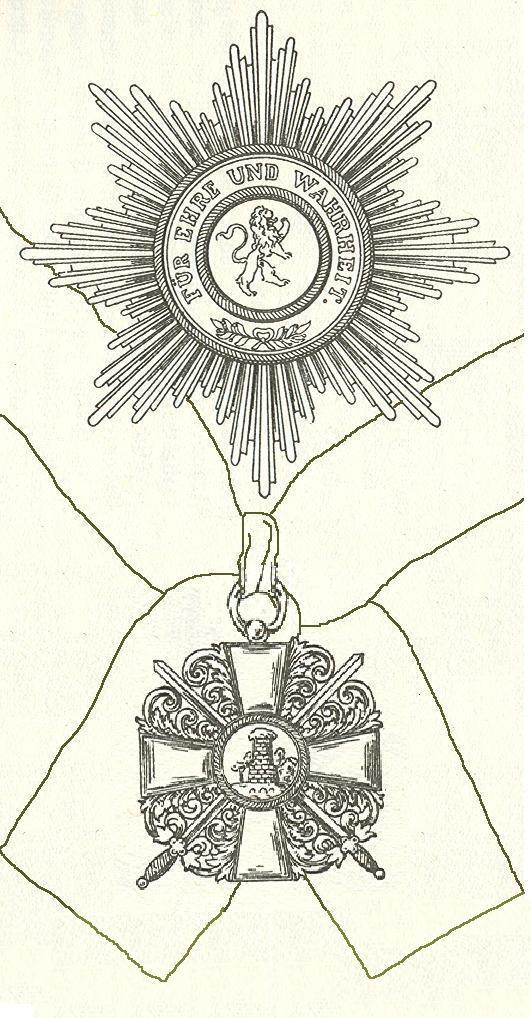
Großkreuz mit Schwertern

Ordensband

Der Orden vom Zähringer Löwen wurde am 26. Dezember 1812 durch Karl Ludwig Friedrich von Baden zum Andenken an die Herzöge von Zähringen, mit denen die großherzogliche Familie stammesverwandt war, gestiftet. Die ersten Ordensverleihungen fanden aber erst 1815 statt.

## Ordensklassen
Der Orden wurde zunächst in drei Klassen gestiftet:
- Großkreuz
- Kommandeur
- Ritter

Im Laufe der Jahre fanden zahlreiche Erweiterungen statt. 1815 erfolgte die Einführung des Eichenlaubs, das anfangs eine Chiffre L trug, die spätestens 1858 jedoch wieder entfiel. 1840 wurden die Kommandeure in I. (mit Bruststern) und II. Klasse unterteilt. 1866 folgte die Trennung der Ritter in I. und II. Klasse sowie die Einführung der Schwerter als zusätzliche Stufe für alle Klassen. Zusätzlich wurde das affilierte Verdienstkreuz vom Zähringer Löwen gestiftet.
Von 1877 bis 1896 gab es den Orden Berthold des Ersten von Zähringen als Sonderstufe über dem Großkreuz des Ordens vom Zähringer Löwen. Erst 1896 wurde der Orden Bertolds I. verselbständigt und fortan in vier Klassen verliehen. Die bisherigen Inhaber des Ordens Berthold des Ersten galten als Großkreuze des neuen Ordens.
Letzte Veränderung erfuhr der Orden mit Ausbruch des Ersten Weltkriegs durch die Bestimmung, dass das Verdienstkreuz für ausgezeichnetes Verhalten vor dem Feind mit dem Band des Militär-Karl-Friedrich-Verdienstorden zur Verleihung kommen kann. Bis zum Ende der Monarchie im Großherzogtum existierte der Orden in folgenden Klassen:
- Großkreuz
- Kommandeur I. und II. Klasse
- Ritter I. und II. Klasse
  - Verdienstkreuz

Für außergewöhnliche Verdienste konnte der Orden zudem mit einer Collane sowie in Brillanten zur Verleihung kommen.

## Ordensdekoration
Das Ordenszeichen besteht aus einem grünemaillierten Kreuz mit gleich langen Armen, deren Winkel mit goldenen Spangen ausgefüllt sind. Das goldgeränderte Medaillon zeigt das Stammschloss der Zähringer in buntem Emaille. Auf der Rückseite ist der nach heraldisch links gewandte Zähringer Löwe auf rotem Grund abgebildet.

## Trageweise
Das Großkreuz wurde an einer Schärpe von der linken Schulter und mit einem silbernen achtstrahligen Bruststern getragen. Auf dem Bruststern ist das bereits oben beschriebene Medaillon zu sehen, das von einem Reif mit der Ordensdevise FÜR EHRE UND WAHRHEIT umschlossen ist. Kommandeure trugen den Orden um den Hals, Kommandeure I. Klasse zusätzlich mit einem silbernen vierstrahligen Bruststern, auf dem das Ordenszeichen aufliegt. Ritter dekorierten das Ordenszeichen am Band auf der linken Brustseite. Bei den Rittern II. Klasse ist die Dekoration aus Silber.
Das Ordensband ist grün mit orangegelben Randstreifen.

## Verleihungen
Die ersten Verleihungen erfolgten erst im Jahre 1815 und werden im Folgenden dokumentiert. Darin sind die Verleihungen an fremde Souveräne sowie an Mitglieder des großherzoglichen Hauses nicht enthalten.
| Ordensklasse/Stufe                                                | 1815–1839 | 1840–1865 | 1866–1918 |
| ----------------------------------------------------------------- | --------- | --------- | --------- |
| Großkreuz in Brillanten mit Eichenlaub                            |           |           | 1         |
| Großkreuz in Brillanten                                           | 1         | 7         | 1         |
| Großkreuz mit Schwertern in Brillanten                            |           |           | 1         |
| Stern in Brillanten zum Großkreuz                                 |           | 1         |           |
| Großkreuz mit Eichenlaub                                          | 1         |           | 32        |
| Großkreuz                                                         | 71        | 131       | 561       |
| Großkreuz mit Schwertern                                          |           |           | 74        |
| Kommandeur I. Klasse in Brillanten mit Eichenlaub                 |           |           | 2         |
| Kommandeur I. Klasse in Brillanten                                |           |           | 1         |
| Kommandeur I. Klasse mit Eichenlaub                               |           | 11        | 45        |
| Kommandeur I. Klasse mit Eichenlaub und Schwertern                |           |           | 4         |
| Kommandeur I. Klasse                                              |           | 161       | 777       |
| Kommandeur I. Klasse mit Schwertern                               |           |           | 83        |
| Kommandeur II. Klasse in Brillanten mit Eichenlaub                |           |           | 1         |
| Kommandeur II. Klasse in Brillanten                               | 8         | 1         |           |
| Kommandeur II. Klasse mit Eichenlaub                              | 15        | 52        | 233       |
| Kommandeur II. Klasse mit Eichenlaub und Schwertern               |           |           | 21        |
| Kommandeur II. Klasse                                             | 155       | 416       | 1.644     |
| Kommandeur II. Klasse mit Schwertern                              |           |           | 174       |
| Ritterkreuz mit Eichenlaub                                        | 10        | 148       |           |
| Ritterkreuz                                                       | 383       | 1.098     |           |
| Ritterkreuz I. Klasse mit Eichenlaub                              |           |           | 1.766     |
| Ritterkreuz I. Klasse mit Eichenlaub und Schwertern               |           |           | 244       |
| Ritterkreuz I. Klasse                                             |           |           | 5.445     |
| Ritterkreuz I. Klasse mit Schwertern                              |           |           | 718       |
| Ritterkreuz II. Klasse mit Eichenlaub                             |           |           | 1.452     |
| Ritterkreuz II. Klasse mit Eichenlaub und Schwertern              |           |           | 1.539     |
| Ritterkreuz II. Klasse                                            |           |           | 3.544     |
| Ritterkreuz II. Klasse mit Schwertern                             |           |           | 6.754     |
| Verdienstkreuz                                                    |           |           | 2.681     |
| Verdienstkreuz am Band des Militär-Karl-Friedrich-Verdienstordens |           |           | 557       |

### Bekannte Träger
- siehe: Träger des Ordens vom Zähringer Löwen

### Träger in Brillanten
Mit Ausnahme der beiden unteren Ordensklassen konnten alle weiteren für außergewöhnliche Verdienste auch in Brillanten zur Verleihung kommen. Folgende Personen erhielten das Großkreuz in dieser Ausführung:
- 1815: Reinhard von Berstett, badischer Minister
- 1854: Napoleon Duc de Bassano, Kaiserlicher französischer Oberkammerherr
- 1856: Alexander Graf von Keller, preußischer Oberhof- und Hausmarschall
- 1856: Heinrich von Pückler, preußischer Hofmarschall
- 1856: Hermann Graf von Keller, preußischer Kammerherr, Hofmarschall des Prinzen von Preußen
- 1857: Dimitri Petrowitsch Severin, Kaiserlich Russischer Gesandter
- 1861: Williamoff, Kaiserlich Russischer General à la suite
- 1863: Graf Stroganoff, Kaiserlich Russischer Hofstallmeister
- 1875: August von Werder, preußischer General
- 1889: Moritz von Cohn, Bankier, Geheimer Rat
- 1889: Eduard von Simson, Geheimer Rat, vormals Präsident des Reichsgerichts